# Haladás (hetilap)
A Haladás a Magyar Radikális Párt hetilapja 1945 és 1949 között.
A Haladás című újság a baloldali, antifasiszta Magyar Radikális Párt hetilapjaként indult 1945 októberében. Főszerkesztője az indulásakor Csécsy Imre volt, de már november végén Zsolt Béla vette át a lap vezetését. A Haladás egyebek mellett kiemelten foglalkozott a zsidók 1944-es üldöztetésével és a felelősség kérdéseivel. Erőteljes fellépést szorgalmazott az újjáéledő antiszemitizmus ellen. Zsolt, aki a háború alatt először munkaszolgálatos volt, majd megjárta  Bergen-Belsent, nagy gondot fordított a kérdéskör tárgyalására. A Magyar Radikális Párt 1949. február 2-án olvadt be a Magyar Függetlenségi Népfrontba (az  1949-es választáson már csak a Népfront jelöltjeire lehetett szavazni). A lap utolsó száma (immár Zsolt halála után) 1949 júniusában jelent meg.